# Луїс фон Ан
Луїс фон Ан (нар. 1978) — гватемальський підприємець і вчений. Фахівець в області краудсорсингу. Засновник та головний виконавчий директор компанії Duolingo.

## Кар'єра
Отримав ступінь бакалавра в 2000 році в Університеті Дюка, магістра в 2003 році і доктора філософії в галузі інформатики у 2005 році в Університеті Карнегі — Меллон.
Брав участь у створенні CAPTCHA (для компанії Yahoo!), ESP гри (компанії Google), reCAPTCHA (у 2009 році придбана Google) і Duolingo.

## Нагороди
- Стипендія Мак-Артура (2006) (500 тисяч доларів)[10]
- Microsoft New Faculty Fellow (2007) (200 тисяч доларів)[11]
- TR35[en] (2007)
- Стипендія Паккарда[en] (2009) (875 тисяч доларів)[12]
- Премія імені Грейс Мюррей Гоппер (2011)[13]
- PECASE[en] (2011)[14]